# Cratere Tharp
Tharp è un cratere lunare di 13,45 km situato nella parte sud-occidentale della faccia nascosta della Luna.